# インターナショナルジュニアヘビー級王座
インターナショナル・ジュニアヘビー級王座（インターナショナル・ジュニアヘビーきゅうおうざ）は、天龍プロジェクトが管理・認定している王座。通称はIJシングル王座（アイ・ジェー・シングルおうざ）。

## 歴史
1995年、WARが創設。3月26日、WAR両国国技館大会で行われた初代王座決定トーナメントに優勝した外道が初代王者になった。
1996年8月5日、ジュニア8冠王座の1つとして王座統一された。
1997年6月6日、安良岡裕二がジュニア8冠王座の1つであるインターナショナルジュニアヘビー級王座のみに挑戦して勝利したことで単独王座になった。
2000年7月16日、WARが活動停止。
活動停止後は、WARを設立した天龍源一郎が最高顧問を務めていたDRAGON GATEでタイトルマッチが行われた。
2007年1月26日、王座封印。
2010年4月、管理団体が天龍プロジェクトに移って王座復活。
2013年10月、王者の折原昌夫が天龍プロジェクトを退団したため、空位となり事実上封印状態となる。
2015年11月15日、天龍プロジェクトが活動終了。
2021年3月5日、天龍プロジェクトの活動再開により王座復活を発表。

## 歴代王者
| 歴代   | 王者                   | 戴冠回数 | 防衛回数 | 獲得日         | 獲得場所 備考（対戦相手）                         |
| ------ | ---------------------- | -------- | -------- | -------------- | ------------------------------------------------- |
| 初代   | 外道                   | 1        | 2        | 1995年03月26日 | 両国国技館 （ライオン・ハート）                   |
| 第2代  | ライオン・ハート       | 1        | 1        | 1995年06月04日 | 後楽園ホール                                      |
| 第3代  | ウルティモ・ドラゴン   | 1        | 0        | 1995年07月28日 | 後楽園ホール                                      |
| 第4代  | 外道                   | 2        | 0        | 1995年08月29日 | 静岡産業館                                        |
| 第5代  | ウルティモ・ドラゴン   | 2        | 6        | 1995年10月05日 | 大宮スケートセンター                              |
| 第6代  | ザ・グレート・サスケ   | 1        | 0        | 1996年08月05日 | 両国国技館                                        |
| 第7代  | ウルティモ・ドラゴン   | 3        | 7        | 1996年10月11日 | 大阪府立体育会館                                  |
| 第8代  | 獣神サンダー・ライガー | 1        | 4        | 1997年01月04日 | 東京ドーム                                        |
| 第9代  | 安良岡裕二             | 1        | 6        | 1997年06月06日 | 後楽園ホール                                      |
| 第10代 | 折原昌夫               | 1        | 0        | 1999年01月15日 | 後楽園ホール                                      |
| 第11代 | 望月成晃               | 1        | 5        | 1999年03月01日 | 後楽園ホール                                      |
| 第12代 | ペンタゴン・ブラック   | 1        | 0        | 2006年07月27日 | 後楽園ホール                                      |
| 第13代 | 望月成晃               | 2        | 0        | 2006年11月23日 | 大阪府立体育会館 2006年11月23日王座返上           |
| 第14代 | 望月成晃               | 3        | 0        | 2007年01月26日 | 後楽園ホール （外道）、2007年1月26日王座封印      |
| 第15代 | 望月成晃               | 4        | 0        | 2010年04月19日 | 新宿FACE （横須賀享、谷嵜なおきによる3WAYマッチ） |
| 第16代 | タイガーシャーク       | 1        | 5        | 2010年06月09日 | 新宿FACE                                          |
| 第17代 | HIROKI                 | 1        | 0        | 2010年09月29日 | 新宿FACE                                          |
| 第18代 | 土方隆司               | 1        | 1        | 2010年12月14日 | 新宿FACE                                          |
| 第19代 | 冨宅飛駈               | 1        | 0        | 2012年07月27日 | 後楽園ホール                                      |
| 第20代 | 折原昌夫               | 2        | 1        | 2012年12月29日 | 後楽園ホール 2013年10月王座返上                   |
| 第21代 | HUB                    | 1        | 2        | 2021年06月12日 | 新木場1stRING （拳剛）                            |
| 第22代 | 拳剛                   | 1        | 3        | 2021年08月13日 | 新木場1stRING                                     |
| 第23代 | TORU                   | 1        | 2        | 2022年02月12日 | 176BOX                                            |
| 第24代 | 佐藤光留               | 1        | 6        | 2022年06月15日 | 新木場1stRING                                     |
| 第25代 | 進祐哉                 | 1        | 3        | 2023年09月21日 | 新木場1stRING                                     |
| 第26代 | 児玉裕輔               | 1        | 3        | 2024年08月22日 | 新木場1stRING                                     |
| 第27代 | 岩本煌史               | 1        | 1        | 2025年05月21日 | 新木場1stRING                                     |